# Consolidação das Leis do Trabalho

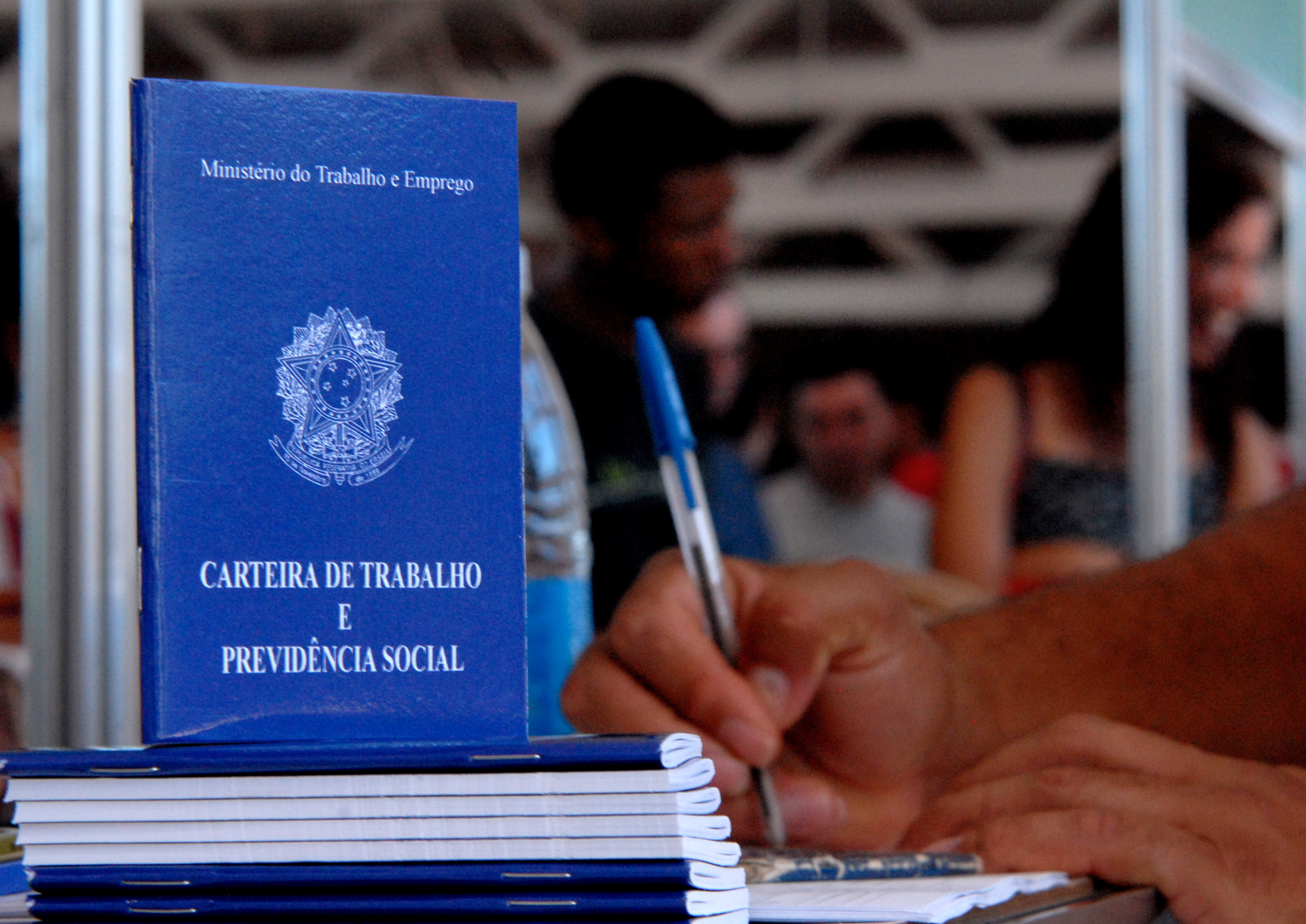
As normas referentes à carteira de trabalho estão incluídas na CLT

A Consolidação das Leis do Trabalho (CLT) é uma lei do Brasil referente ao direito do trabalho e ao direito processual do trabalho. Ela foi criada através do Decreto-Lei n.º 5 452, de 1 de maio de 1943 e sancionada pelo então presidente Getúlio Vargas durante o período do Estado Novo, entre 1937 e 1945, unificando toda legislação trabalhista e existente no Brasil. É por vezes afirmado que a CLT foi fortemente inspirada na Carta del Lavoro, documento italiano promulgado em 1927, pelo governo fascista de Benito Mussolini. Porém, também considera-se este apontamento uma mistificação, visto que a CLT surgiu de reivindicações de diferentes setores e organizações da sociedade brasileira, sendo bem mais complexa e maior que a Carta del Lavoro. Além disto, outras legislações tiveram inspiração no Direito da Itália Fascista (1922 a 1945), como exemplo, o Código Civil Brasileiro de 2002, que adotou a teoria da empresa, estabelecida no Código Civil Italiano de 1942. Uma importante fonte de influência na formação do documento trabalhista é a doutrina social da Igreja Católica, principalmente a partir da encíclica papal Rerum Novarum, de 1891, escrita pelo Papa Leão XIII.
A CLT foi feita sob um norte de "colaboração de classes", um dos fundamentos do nacionalismo getulista, que corresponderia à união entre patrões e proletários em prol do desenvolvimento do país, em oposição ao tradicional conceito marxista de "luta de classes". Uma das marcas de tal política é a instauração de um sindicalismo menos combativo e mais corporativo, atrelado ao sistema político vigente e de natureza conciliadora.
Trabalhadores no Brasil em 2017, ano em que o país ainda sentia os efeitos da crise econômica de 2014.

## Estrutura
A CLT é composta por oito capítulos que abrangem e especificam direitos de grande parte dos grupos trabalhistas brasileiros. Nos seus 922 artigos são encontradas informações como: identificação profissional, duração (jornada) do trabalho, salário-mínimo, férias anuais, segurança e medicina do trabalho, proteção ao trabalho da mulher e do menor, previdência social e regulamentações de sindicatos das classes trabalhadoras.

## História

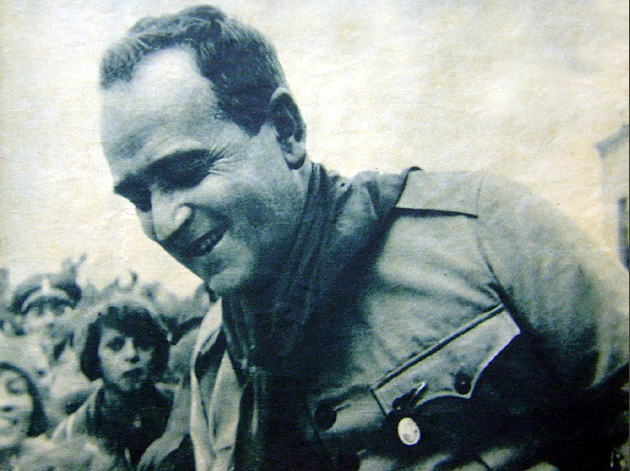
Ex-presidente Getúlio Vargas.

A CLT surgiu como uma necessidade constitucional após a criação da Justiça do Trabalho em 1939. O país passava por um momento de desenvolvimento, mudando a economia de agrária para industrial. Em janeiro de 1942 o então presidente Getúlio Vargas e o Ministro do Trabalho e Emprego Alexandre Marcondes Filho trocaram as primeiras ideias sobre a necessidade de fazer uma consolidação das leis do trabalho. A ideia primária foi de criar a "Consolidação das Leis do Trabalho e da Previdência Social". Seu objetivo principal é a regulamentação das relações individuais e coletivas do trabalho, nela previstas. Foi assinada em pleno Estádio de São Januário (Club de Regatas Vasco da Gama), que estava lotado para a comemoração da assinatura da CLT.

Foram convidados, para fazer parte da empreitada, os juristas José de Segadas Viana, Oscar Saraiva, Luís Augusto Rego Monteiro, Dorval Marcenal de Lacerda e Arnaldo Lopes Süssekind. Na primeira reunião ficou definido que a comissão seria dividida em Trabalho e Previdência e que seriam criadas duas consolidações diferentes. As fontes materiais da CLT foram, em primeiro lugar, as conclusões do 1° Congresso Brasileiro de Direito Social, realizado em maio de 1941, em São Paulo, para festejar o cinquentenário da Encíclica Rerum Novarum, organizado pelo professor Antônio Ferreira Cesarino Júnior e pelo advogado e professor Rui de Azevedo Sodré. A segunda fonte foram as convenções internacionais do trabalho. A terceira foi a própria Encíclica Rerum Novarum e, finalmente, os pareceres dos consultores jurídicos Oliveira Viana e Oscar Saraiva, aprovados pelo ministro do Trabalho.

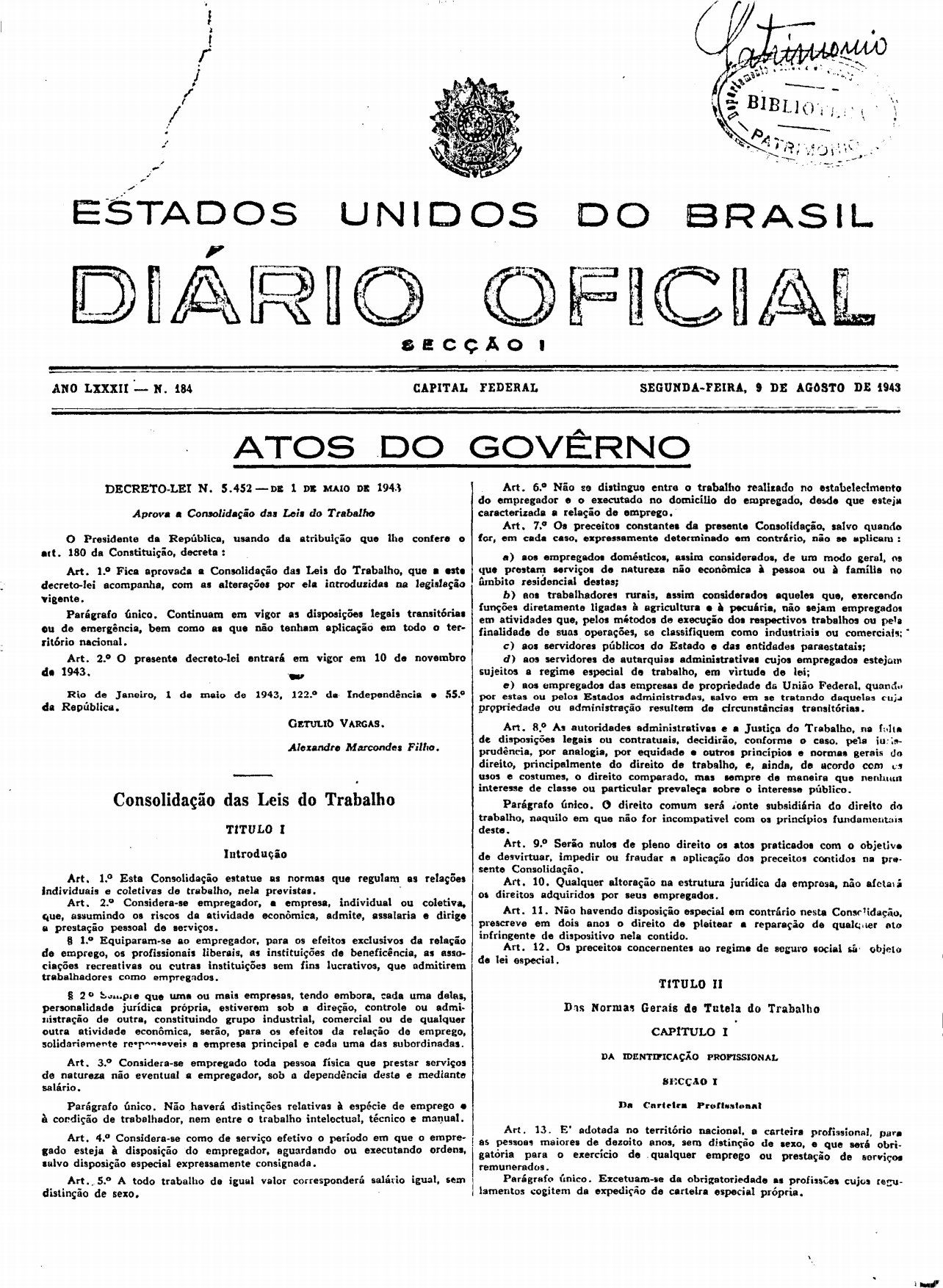
CLT publicada no Diário Oficial de 9 de agosto de 1943

Em novembro de 1943, foi apresentado o anteprojeto da CLT, publicado posteriormente no Diário Oficial para receber sugestões. Após estudar o projeto, Getúlio Vargas nomeou os coautores para examinar as sugestões e redigir o projeto final, finalmente assinado em 1º de maio de 1943, mas que não substituiu o publicado no DOU de 9 de agosto do mesmo ano.

## Críticas
Ao longo da história, parte da doutrina tem criticado a CLT. Para Arion Sayão: "É notória a orientação política da Carta de 10 de novembro: autoritarismo e corporativismo, chegando a transcrever, em literal tradução, no capítulo da Ordem Econômica, dispositivos inteiros da Carta del Lavoro italiana, de 1927". Outros argumentam que as leis trabalhistas prejudicam os trabalhadores porque aumentam o chamado Custo Brasil, onerando muito as empresas e desestimulando contratações e investimentos. Estudo da Fundação Getulio Vargas conclui que as obrigações trabalhistas representam até 48% do custo de um empregado. José Pastore estima em até 102%. Para os críticos alinhados a essa corrente, como o trabalho formal é caro, o trabalhador é jogado para a informalidade, uma vez que as empresas não teriam condições de arcar com todas as obrigações trabalhistas. Dados indicando que mesmo em momentos de crescimento da economia, a informalidade permaneceu elevada no Brasil, reforçariam essa conclusão. Júlia Tavares afirma que o empregador tem que arcar com muitas regras, existindo mais de "1 700, entre leis, portarias, normas e súmulas trabalhistas" que geram insegurança, custos excessivos e desnecessários para o empregado.
A CLT também é criticada por permitir um Ativismo judicial. Ao tratar o empregado como hipossuficiente e sugerir que o escopo da justiça trabalhista é a distribuição de renda, a CLT estaria referendando um Tribunal de exceção uma vez que um dos lados teria sempre razão.

### Reformas subsequentes
Há constantes debates no intuito de promover uma reforma da CLT para flexibilizá-la. O conjunto de artigos já sofreu mais de 500 modificações desde 1943.
Muitas reformas já foram propostas, como a Portaria n.° 20, de 13 de setembro de 2001, incluída na legislação no mesmo ano e que trouxe novos temas para o texto original. Nela, a Secretaria de Inspeção do Trabalho proíbe o menor de 18 anos de trabalhar em algumas funções (contidas no Anexo I), como afiação de ferramentas, construção civil, manuseio e aplicação de produtos químicos, entre outras atividades perigosas.
Tramitou no Congresso Nacional do Brasil, mais uma reforma, a Emenda Constitucional n° 66/2012, posteriormente identificada como Emenda Constitucional nº 72 de 2013. Ela confere, ao empregado doméstico, maiores garantias trabalhistas, igualando seus direitos aos de outros trabalhadores.
Em 11 de novembro de 2017, a CLT sofreu várias alterações em decorrência da reforma trabalhista feita naquele ano, durante o governo de Michel Temer. Dentre elas, foram adicionados temas como o trabalho intermitente, a prevalência do acordado sobre o legislado e a ampliação da terceirização.